# 飛彈良一
飛彈 良一（ひだ りょういち、1954年または1955年 - ）は、日本の地方公務員。元川崎市上下水道事業管理者。瑞宝小綬章受章。

## 人物・経歴
東京都出身、神奈川県立多摩高等学校卒業、1979年 (昭和54年) 横浜国立大学卒業、川崎市役所入庁、2009年 (平成21年) 4月 まちづくり局長、2011年7月 同職を金子弘と交代し平岡陽一の後任として総合企画局長、2013年4月 平岡の後任として川崎市上下水道事業管理者。2016年3月 金子正典を後任として同職を退任、辞職。
市役所退職後、同年6月 一般財団法人川崎市まちづくり公社理事長、2022年 (令和4年) 6月 同職退任。同月 砂田慎治の後任として川崎信用金庫監事。

## 栄典
2025年4月 春の叙勲で地方自治功労により瑞宝小綬章を受章。